# شارع الفن (الإسماعيلية)
شارع الفن (نجريلي سابقا) هو شارع يقع في حي المحطة الجديدة (حي العرب سابقا) بالإسماعيلية، وهو من أقدم الأحياء بمدينة الإسماعيلية، ويسكن به سكان الإسماعيلية الأصليين الذين شاركوا أجدادهم في حفر قناة السويس، ويتميز الشارع بالشكل المعماري القديم.
وسمي بشارع الفن نظراً لحفلات السمسمية ودورات كرة القدم والتي كانت تعقد بعد الساعة الثامنة مساء بشكل يومى. وكانت تقع به مدرسة هدى شعراوي.
ومن مواليد شارع الفن رضا لاعب الإسماعيلي ومنتخب مصر. 